# Бейца (Талмуд)
«Бейца» (івр. ביצה; «яйце») — талмудичний трактат розділу Моед в Мішні. Єдиний талмудичний трактат, назва якого походить від його початкового слова. У відповідності до змісту, трактат називається також «Йом-тов» (свято).
Загальний закон, викладений в Біблії свідчить «Жодна праця не буде робитися в них [дні свята], тільки що́ їсти кожній душі, те єдине роби́тимете ви» (2 М. 12:16), не будив суперечок, вважався загальновідомим і дав правило: все відмінність між святом і суботою в тому, що в свято дозволяється робота, потрібна для підтримки життя (М . Бейца, V, 2; Мег., I, 5). Випливають звідси питання служать предметом розгляду в п'яти розділах трактату.
Місце трактату в 2-му відділі Талмуда точно не встановлено: у вавилонському Талмуді «Бейца» — четвертий трактат, наступний за Песах, що гармонує з Вих. 12:16 де виклад закону ο дотриманні свят (відмінного від дотримання суботи) знаходиться в зв'язку з описом святкування Великодня. У Мишне трактат «Бейца» — 7-й по порядку, а в єрусалимському Талмуді — 8-й.
У Тосефті цей трактат замість «Бейца» називається «Йом-Тоб» і складається з 4 розділів (глави II і III злиті разом), і, як і в Мішні, трактат поміщений між трактатами Сукка і Рош-Гашана.